# مرانه، حماة
مرانه (به عربی: المرانة) یک روستا در سوریه است که در ناحیه زیاره واقع شده‌است. مرانه ۳۰۸ نفر جمعیت دارد.